# كهليك بلاغي
كهليك بلاغي هي قرية في مقاطعة هريس، إيران. عدد سكان هذه القرية هو 35 في سنة 2006.